# John Chin

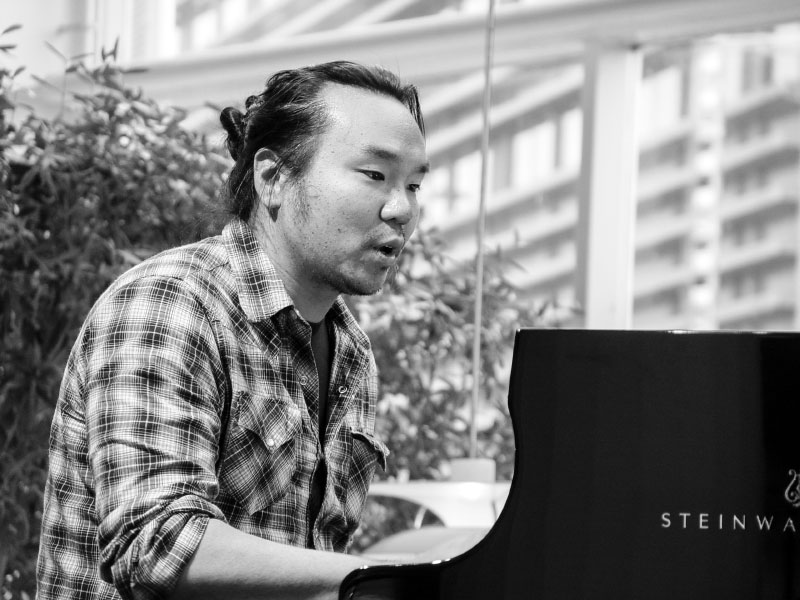
John Chin, Denmark 2006
Photo Hreinn Gudlaugsson

John Chin (Seoul)  is een Zuid-Koreaanse jazzpianist en componist die woont en werkt in New York.
Chin begon op zijn vierde piano te spelen, toen hij veertien was kon hij op grond van zijn talent jazz studeren aan California State University (BA). Hij studeerde aan University of North Texas en aan Rutgers University, waar hij studeerde bij Kenny Barron, die zijn spel beïnvloedde. Tevens behaalde hij een diploma aan Juilliard. Chin speelde samen met onder meer Ron Carter, Benny Golson, John Ellis en Chris Cheek. Hij nam als 'sideman' op met onder meer Rosey, de groep van Irvin Mayfield en René Marie. Hij heeft twee albums als leider uitgebracht (2017). "Blackout Conception" is voor een deel gewijd aan Kenny Barron (met twee van diens composities) en werd door critici goed ontvangen..

## Discografie
Als leider:
- Blackout Conception, Fresh Sound New Talent, 2007
- Undercover, BJU Records, 2014